# 山中聡
山中 聡（やまなか そう、1972年1月30日 - ）は、日本の俳優。茨城県出身。流山児★事務所を経てザズウ所属。東放学園専門学校（学校法人東放学園）放送芸術科卒業。実兄は山中崇史。妻はイラストレーター・絵本作家の山中桃子、義父（妻の父）は立松和平。

## 人物
1991年、専門学校を卒業。1996年、土曜ワイド劇場『新・女弁護士 朝吹里矢子』でデビュー。
既婚で家族は妻と長男。所属事務所には兄と同じ読みの山中崇が在籍しているが、別人である。

## 受賞
2022年11月6日、第８回賢島映画祭にて助演男優賞受賞。

## 出演

### テレビドラマ
- 土曜ワイド劇場（テレビ朝日）
  - 新・女弁護士 朝吹里矢子 第4作（1996年10月19日） - 野本浩一 役
  - 変装捜査官・麻生ゆき第1作（2004年7月31日） - 杉田哲夫 役
  - 交渉人 遠野麻衣子（2010年6月26日） - 柴崎刑事 役
  - 新・棟居刑事シリーズ8（2015年3月14日） - 大瀬進 役
  - ショカツの女10（2015年5月16日） - 倉田裕司 役
- 新・同棲時代（TBS）
- ビーチボーイズ 第3話（1997年7月21日、フジテレビ）
- 救命病棟24時 第1シリーズ 第10話（1999年3月9日、フジテレビ） - 雅彦 役
- ロマンス 最終話（1999年6月28日、読売テレビ） - ジミー 役
- なっちゃん家 第5話「なっちゃん家のお客さん」（1998年10月31日、テレビ朝日）
- NHK大河ドラマ
  - 元禄繚乱（1999年） - 山吉新八 役
  - いだてん〜東京オリムピック噺〜（2019年） - 土岐善麿 役
  - 青天を衝け（2021年） - 田辺太一 役
  - べらぼう〜蔦重栄華乃夢噺〜（2025年〈予定〉） - 杉田玄白 役[5]
- タクシードライバーの推理日誌11（1999年6月5日、テレビ朝日） - 村上武志 役
- ふたりエッチ（2000年、WOWOW） - 小野田真 役
- ココだけの話 第5回・第10回（2001年2月10日・3月17日、テレビ朝日）
- 最悪（2001年3月30日、BS-i）
- ケータイ刑事 銭形シリーズ（2002年 - 、BS-i） - ゲストで複数回出演
- ショムニFINAL 第1話（2002年7月3日、フジテレビ） - 赤木 役
- 金曜エンタテイメント「アリバイの彼方に2」（2002年10月18日、フジテレビ） - 高山慎吾 役
- またのお越しを（2003年） - 森脇和也 役
- タイムリミット（2003年6月25日、TBS） - 上野刑事 役
- ニコニコ日記（2003年、NHK） - 錦戸公平 役
- 世にも奇妙な物語（フジテレビ）
  - '03 秋の特別編「鍵」（2003年9月18日） - 阿部 役
  - '05 春の特別編「あなたの物語」（2005年4月12日） - 前田洋介 役
- 警視庁鑑識班2004 第5話（2004年2月11日、テレビ） - 森弘樹 役
- 相棒（テレビ朝日）
  - season2 第18話「ピルイーター」（2004年2月25日） - 湊哲郎 役
  - season16 第17話「騙し討ち」（2018年2月21日） - 瀧川洋 役
- 人が殺意を抱くとき 第1回「プライドの行方」（2004年4月3日、朝日放送） - 前沢俊哉 役
- 女と愛とミステリー「女の中の二つの顔」（2004年8月25日、テレビ東京） - 杉本孝介 役
- 月曜ミステリー劇場「囚人のジレンマ」（2004年9月13日、TBS） - 小宮 役
- 怪談新耳袋 第4シリーズ（2005年、BS-i）
- 日本の、これから「人口減少社会」番組内ドラマ「幸福2020」（2005年6月、NHK）
- クライマーズ・ハイ（2005年12月10日・17日、NHK） - 吉井健一 役
- 恋する日曜日（セカンドシリーズ） 第11話「テーブルの片すみで」（2005年6月12日、BS-i） - 田中健一 役
- 文學の唄 恋する日曜日 第11話「彼女の告白」（2005年12月11日、BS-i） - 三船誠一 役
- 病院へ行こう!（2006年、TBS） - 麻生俊介 役
- 春、バーニーズで（2006年2月19日、WOWOW） - 花原 役
- 結婚式へ行こう!（2007年、TBS） - 五十嵐柊平 役
- 花嫁とパパ 第4話「ふたりだけの夜」（2007年5月1日、フジテレビ） - プレスルームのチーフ 役
- 山おんな壁おんな (2007年7月5日 - 9月20日)第2話、3話 上野原 役
- エジソンの母（2008年1月 - 3月、TBS） - 伊勢智 役
- 松本清張特別企画 不在宴会 死亡記事の女（2008年2月20日、テレビ東京） - 小宮山刑事 役
- ハチミツとクローバー （2008年3月、フジテレビ）
- 新・科捜研の女 第5話「7年前の白骨死体!結婚指輪が語る過去!!」（2008年5月22日、テレビ朝日） - 牧原幸一 役
- 東京少女 岡本杏理 第3話「私の唇バニラ味」 （2008年8月16日、BS-i） - トオル 役
- 33分探偵 第4話（2008年8月23日、フジテレビ） - 島田 役
- 女子大生会計士の事件簿 第5話「幸せなブラックリスト」 （2008年11月5日、BS-i） - 明智義則 役
- 妄想姉妹　第4話（2009年2月7日、日本テレビ） - 高峰医学士 役
- 特集ドラマ「お買い物〜老夫婦の東京珍道中」（2009年2月14日、NHK） - 飯田 役
- 仮面ライダーディケイド 第12話「再会 プロジェクト・アギト」・第13話「覚醒 魂のトルネード」（2009年、テレビ朝日） - 芦河ショウイチ 役
- 月曜ゴールデン （TBS）
  - 法廷サスペンスSP4 「二重裁判」（2009年6月1日） - 古沢克彦 役
  - 山村美紗サスペンス 狩矢警部シリーズ11・京都舞踊襲名殺人事件（2012年3月19日） - 宮脇光太郎 役
  - 信濃のコロンボ〜死者の木霊〜（2013年10月7日、TBS） - 関口伸一 役
- 任侠ヘルパー 第3話（2009年7月23日、フジテレビ） - 四方木修一郎 役
- ケータイ刑事 銭形命 第7話「犬は知っていた!〜『バスカヴィル家の犬』殺人事件」 （2009年8月15日、BS-TBS） - 篠崎隆二 役
- 派遣のオスカル〜少女漫画に愛をこめて 第1・3回（2009年8月28日・9月11日、NHK）
- 偉人の来る部屋（2009年10月5日、TOKYO MX） - 織田信長 役
- 金曜プレステージ（フジテレビ） 
  - 奥様は警視総監 第5作（2009年12月11日） - 津田正輝 役
  - 名探偵 神津恭介 第1作「影なき女」（2014年3月14日） - 相良竜夫 役
  - 十津川捜査班 9（2014年7月25日） - 木村雄介 役
- 大仏開眼（2010年4月3日・10日、NHK） - 海蔵 役
- 東京リトル・ラブ（2010年、フジテレビ） - 西岡勝也 役
- 熱海の捜査官（2010年7月 - 9月、テレビ朝日） - 新宮寺有朋 役
- 木曜ナイトドラマ「FACE MAKER」 第9話（2010年12月2日、読売テレビ） - 片岡編集長 役
- ホンボシ〜心理特捜事件簿〜 最終話・第2部（2011年3月10日、テレビ朝日） - 沢村隆志刑事 役
- 鈴木先生（2011年4月 - 6月、テレビ東京） - 岡田征志 役
- 俺の空 刑事編 最終話（2011年12月18日、テレビ朝日） - 警察官 役
- 特命戦隊ゴーバスターズ（2012年2月 - 2013年2月、テレビ朝日） - 桜田ヨウスケ 役
- Answer〜警視庁検証捜査官 第5話（2012年5月16日、テレビ朝日） - 深澤卓也 役
- 鍵のかかった部屋 Episode6（2012年5月21日、フジテレビ） - 薬師寺剛史 役
- 家族のうた 第7話（2012年5月27日、フジテレビ） - 根本真人 役
- 恋愛検定 第4話（2012年6月24日、NHK BSプレミアム） - 若林雪彦 役
- ビューティフルレイン（2012年7月 - 9月、フジテレビ） - 西脇拓哉 役
- 東野圭吾ミステリーズ 第4話「玲子とレイコ」（2012年7月26日、フジテレビ） - 福沢浩司 役
- 走馬灯株式会社 第5話（2012年8月13日、TBS） - 柳井研二 役
- 結婚しない（2012年10月 - 12月、フジテレビ） - 沢井秀雄 役
- テレビ朝日開局55周年記念 黒澤明ドラマスペシャル 野良犬（2013年1月19日、テレビ朝日） - 警備員 役
- ご縁ハンター 第1話（2013年4月13日、NHK） - アツシ 役
- 放課後グルーヴ（2013年4月 - 6月、TBS） - 千葉輝男 役
- お天気お姉さん 第3 - 7話（2013年4月26日 - 5月24日、テレビ朝日） - 風間聖一 役
- DOCTORS2 最強の名医 第8話（2013年8月29日、テレビ朝日） - 青井和己 役
- 孤独のグルメ Season3 第10話（2013年9月11日、テレビ東京） - 常連客 役
- 松本清張スペシャル・顔（2013年10月3日、フジテレビ） - 森坂彰夫 役
- 刑事のまなざし 第1話（2013年10月7日、TBS） - 佐藤英明 役
- 日曜エンターテインメント（テレビ朝日）
  - ドラマスペシャル 遺留捜査スペシャル（2013年11月10日） - 岡本秀典 役
  - ドラマスペシャル 緊急取調室（2015年9月27日） - 溝田 役
- 長崎発地域ドラマ「私の父はチャンポンマン」（2013年12月18日、NHK BSプレミアム） - 稲村雅之 役
- 鼠、江戸を疾る 第5話（2014年2月6日、NHK） - 久助 役
- ホワイト・ラボ〜警視庁特別科学捜査班〜（2014年4月 - 6月、TBS） - 神山邦夫 役
- マルホの女〜保険犯罪調査員〜 第2話（2014年4月18日、テレビ東京） - 長谷川秀之 役
- ビター・ブラッド〜最悪で最強の親子刑事〜 第5話（2014年5月13日、フジテレビ） - 城之内利也 役
- 刑事110キロ 第2シリーズ 特別編（2014年5月25日、テレビ朝日） - 貴田修一 役
- GTO 第1話（2014年7月8日、フジテレビ） - 千葉輝夫 役
- 女はそれを許さない（2014年10月 - 12月、TBS） - 岩崎昭夫 役
- ディア・シスター（2014年10月 - 12月、フジテレビ） - 上杉直尚 役
- 水曜ミステリー9（テレビ東京）
  - 嫌われ監察官 音無一六〜警察内部調査の鬼〜2（2014年11月5日） - 須賀慎司 役
  - 検事・沢木正夫2（2014年12月24日） - 安本聡司 役
  - 警視庁特命刑事☆二人〜代官山コールドケース〜（2015年12月23日） - 石橋隆 役
- シンデレラデート（2014年11月 - 12月、東海テレビ） - 吉岡邦夫 役
- 探偵の探偵（2015年7月 - 9月、フジテレビ） - 霜田辰哉 役
- 連続テレビ小説 まれスピンオフ・前編「僕と彼女のサマータイムブルース」（2015年10月24日、NHK） - 大山 役
- ヒガンバナ〜警視庁捜査七課〜 第9話（2016年3月9日、日本テレビ） - 道重隆太郎 役
- 月曜名作劇場（TBS）
  - 横山秀夫サスペンス 刑事の勲章（2016年4月25日） - 野本保彦 役
  - ミステリー作家・朝比奈耕作シリーズ（2016年6月6日） - 花柳一呂志 役
  - 赤かぶ検事奮戦記7（2017年11月13日） - 伊沢鉦一 役
- 立花登青春手控え 第1話（2016年5月13日、NHK BSプレミアム） - 伊四郎 役
- 警視庁・捜査一課長 第6話（2016年5月19日、テレビ朝日） - 秋本守 役
- HOPE〜期待ゼロの新入社員〜 第8話（2016年9月11日、フジテレビ） - 竹下雅也 役
- 人形佐七捕物帳 第2話（2016年10月11日、BSジャパン） - 弓町の宗達 役
- 地味にスゴイ! 校閲ガール・河野悦子 第4話（2016年10月26日、日本テレビ） - 山ノ内隆 役
- 科捜研の女SEASON16 第3話（2016年11月10日、テレビ朝日） - 竹越邦和 役
- シリーズ・横溝正史短編集 黒蘭姫（2016年11月24日、NHK BSプレミアム） - 宮武謹二 役
- 金曜プレミアム 所轄刑事10（2016年12月9日、フジテレビ） - 香坂勉 役
- スリル!黒の章〜弁護士・白井真之介の大災難 第4回（2017年3月19日、NHK BSプレミアム） - 小杉春夫 役
- マッサージ探偵ジョー 第6話（2017年5月13日、テレビ東京） - サトシ 役
- 日曜ワイド（テレビ朝日）
  - 鉄道捜査官17 （2017年6月11日） - 浦本徹也 役
  - 内閣情報調査室 特命調査官・ハト（2017年12月10日） - 大久保友幸 役
  - 電卓刑事 （2017年12月17日） - 夏目陽三郎 役
- 巨悪は眠らせない 特捜検事の標的（2017年10月4日、テレビ東京） - 萩原直樹 役
- 刑事ゆがみ 第6話（2017年11月16日、フジテレビ） - 星月晃介 役
- 月曜名作劇場 「はぐれ署長の殺人急行3」（2018年1月22日、TBS） - 奥村圭吾 役
- 噂の女（2018年） - 竹内保彦 役
- イアリー 見えない顔（2018年、WOWOW） - 野村修二 役
- 面白南極料理人 第1話（2019年1月13日、テレビ大阪） - 池谷ユキオ隊員 役
- トレース〜科捜研の男〜　第5話（2019年2月4日、フジテレビ） - 島本彰 役
- 白い巨塔 第2話・第3話・最終話（2019年5月23日・5月24日・5月26日、テレビ朝日） - 乾正伸 役
- ストロベリーナイト・サーガ 第9話（2019年6月6日、フジテレビ） - 吉田勝也 役
- ミス・ジコチョー〜天才・天ノ教授の調査ファイル〜 第4話・第5話（2019年11月8日・11月15日、NHK総合） - 椎名武志 役
- ハル〜総合商社の女〜 第7話（2019年12月2日、テレビ東京） - 長峰亘 役
- 駐在刑事 Season2 第2話（2020年1月31日、テレビ東京） - 小金井泰弘 役[6]
- 映像研には手を出すな!（2020年4月6日 - 、MBS） - 水崎葉平 役
- 月曜プレミア8
  - 「警視庁遺失物捜査ファイル」（2020年） - 中尾忠光 役
  - 「浅見光彦シリーズ (テレビ東京のテレビドラマ)2」（2022年） - 曾宮健夫 役
- 星になりたかった君と（2021年） - 鷲上洋二 役
- プロミス・シンデレラ（2021年） - 早梅の父 役
- おいハンサム!!（2022年1月8日 - 2月26日、東海テレビ・フジテレビ） - 楠山社長 役[7]
  - おいハンサム!!2（2024年4月6日 - 5月25日）
- WOWOWオリジナルドラマ　椅子 第4話「オモイデ」（2022年6月17日、WOWOW） - ダンディな俳優 役[8]
- 刑事7人 Season8（2022年） - 三宅武史 役
- 大川と小川の時短捜査（2022年9月12日、テレビ東京） - 高木明 役
- 土曜ドラマ 祈りのカルテ 研修医の謎解き診察記録（2022年10月8日 - 12月17日、日本テレビ） - 竜崎勲 役
- リバーサルオーケストラ 第5話・第6話（2023年） - 小森廉太郎 役
- 全ラ飯（2023年4月14日 - 6月29日、関西テレビ） - 勅使河原室長 役[9]
- 9ボーダー（2024年4月19日 - 6月21日、TBS） - 成澤邦夫 役[10]
- マル秘の密子さん 第4話（2024年8月3日、日本テレビ） - 今井丈晴 役[11]
- ハッピー・オブ・ジ・エンド（2024年9月3日 - 24日、フジテレビ） - マツキ 役[12]
- モンスター 第2話（2024年10月21日、関西テレビ・フジテレビ系） - 黒川正博 役[13]
- オクラ〜迷宮入り事件捜査〜 第7話・第8話・最終話（2024年11月19日・26日・12月17日、フジテレビ） - 門真衛 役[14]
- カプカプ 第2話（2024年12月5日 、テレビ東京） - ケイスケ 役[15]
- おとなりコンプレックス（2025年2月21日 - 3月14日、フジテレビ） - 二宮真太郎 役[16]
- 家政夫のミタゾノ 第7シーズン 最終話（2025年3月11日、テレビ朝日） - 折原和夫 役[17]

### 映画
- 卓球温泉（1998年） - 高田公平 役
- ジューンブライド 6月19日の花嫁（1998年）
- ショムニ（1998年）
- 時の香り〜リメンバー・ミー〜（2000年）
- 仮面学園（2000年） - 記者 役
- ハッシュ! （2001年） - ユウジ 役
- ギプス （2001年） - 伊藤 役
- ムルデカ17805（2001年） - 黒川上等兵 役
- 光の雨（2001年）
- ピカレスク 人間失格（2002年）
- COSMIC RESCUE（2003年）
- ガキンチョ★ROCK（2003年） - 又野周造 役
- 東京原発（2004年） - 山田政策報道室職員 役
- 赤い月（2004年） - 村中守 役
- 運命じゃない人（2005年） - 神田勇介 役
- 仮面ライダーシリーズ
  - 劇場版 仮面ライダー響鬼と7人の戦鬼（2005年） - キラメキ 役
  - 仮面ライダー×仮面ライダー W&ディケイド MOVIE大戦2010（2009年） - ショウイチ（アギト） 役（友情出演）
- ケータイ刑事 THE MOVIE バベルの塔の秘密〜銭形姉妹への挑戦状（2006年） - 鈴木浩介 役
- 虹の女神（2006年） - 田辺ディレクター 役
- 星屑夜曲（2006年） - 熊井ノボル 役
- 魂萌え!（2007年）
- 遠くの空に消えた（2007年）
- HERO（2007年） - 里山裕一郎 役
- 火垂るの墓（2008年） - 高山道彦 役
- ぐるりのこと。（2008年） - 奸原聡 役
- 丘を越えて（2008年）
- 次郎長三国志（2008年） - 関東綱五郎 役
- 審理（2008年） - 遠藤和也 役
- GOTH（2008年） - 秋元 役
- 感染列島（2009年） - 真鍋秀俊 役
- 旭山動物園物語 ペンギンが空をとぶ（2009年）
- 真幸くあらば（2010年）
- レオニー（2011年） - 岩倉具張 役
- 鈴木先生（2013年） - 岡田征志 役
- 風俗行ったら人生変わったwww（2013年） - 住吉徹 役
- 恋人たち - 聡 役
- ヒメアノ〜ル（2016年） - ユカのアパートの隣人 役
- 超高速!参勤交代 リターンズ（2016年）
- 歩けない僕らは（2019年） -  日野智久 役[1]
- 雪の華（2019年2月1日公開、ワーナー・ブラザース映画） - 美雪の父 役
- ぐるり1200キロ、はじまりの旅（2020年）　- 山本一成 役[18]
- 人数の町（2020年9月4日公開、キノフィルムズ） - ポール 役[19]
- 映像研には手を出すな!（2020年9月25日、東宝） - 水崎葉平 役
- FUNNY BUNNY（2021年4月29日、FUNNY BUNNY製作委員会） - 荒木広彦 役[20]
- 「桐島です」（2025年7月4日、渋谷プロダクション）[21]

### 舞台
- コントと音楽 vol.4 「今度こそ、愛だ」（2022年9月16日 - 25日公演予定、コットンクラブ）[22]
  - コントと音楽 vol.06「最低二万回の嘘」（2025年8月14日 - 27日〈予定〉、COTTON CLUB）[23]

### オリジナルビデオ
- 帰ってきた特命戦隊ゴーバスターズVS動物戦隊ゴーバスターズ（2013年） - 桜田ヨウスケ 役

### 配信ドラマ
- ポルノグラファー 〜インディゴの気分〜（2019年2月28日 - 4月4日、フジテレビオンデマンド） - 水谷 役
- MALICE（2023年9月14日、U-NEXT） - 小園洋平 役[24]

### バラエティ
- 祝女〜shukujo〜（2010年 - 、NHK）

### CM
- ホーユー メンズビゲン　ワンプッシュ
- ジョージア 贅沢エスプレッソ